# Rua Jerônimo Coelho (Porto Alegre)

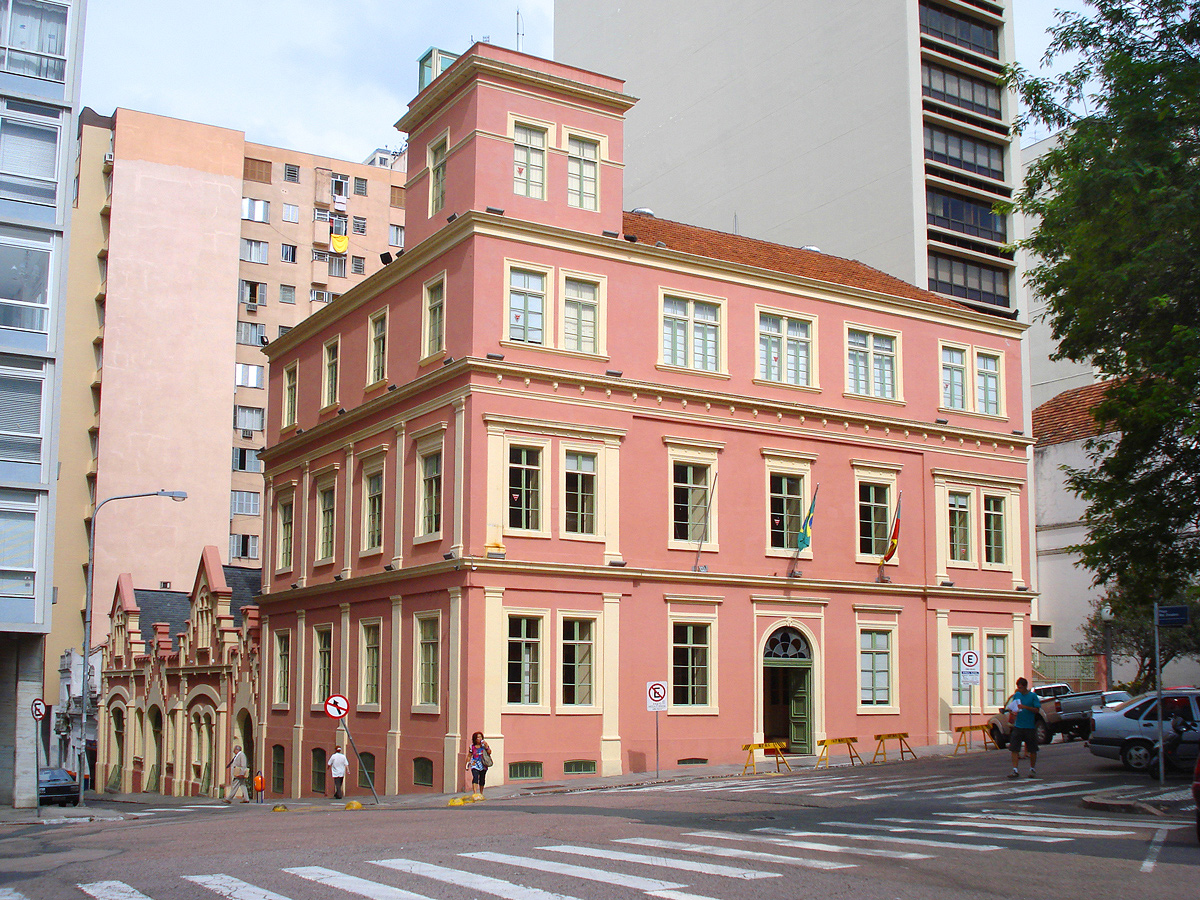
Forte Apache, antigo palácio do governo e atual sede do Ministério Público, na esquina da Rua Jerônimo Coelho com a Praça da Matriz.

A Rua Jerônimo Coelho é um antiga rua localizada no centro histórico da cidade de Porto Alegre, capital do estado brasileiro do Rio Grande do Sul. 
Começa na Praça Marechal Deodoro, mais conhecida como Praça da Matriz, e termina na Rua Duque de Caxias.

## Histórico
Esta via já possuiu outras denominações, como Rua do Poço e Rua do Pântano. Em 1879, a rua foi batizada com o atual nome. Esta homenagem é uma referência ao militar e político brasileiro Jerônimo Francisco Coelho, que administrou a província entre 1856 e 1857. Em sua administração foi solucionado o esgotamento pluvial da via, sendo que os nomes pejorativos acima citados eram em virtude deste problema.
Na esquina da então Rua do Pântano com a Praça da Matriz foi construído o antigo Palácio do Governo (a Rua do Pântano era lateral ao palácio), chamado Forte Apache, tombado pelo Instituto do Patrimônio Histórico e Artístico do Estado (IPHAE), e atualmente o edifício sede do Ministério Público do Estado do Rio Grande do Sul.

### Referência bibliográfica
- Franco, Sérgio da Costa. Guia Histórico de Porto Alegre. Porto Alegre: Editora da Universidade (UFRGS)/Prefeitura Municipal, 1992